# August Wilhelm Graf von Kanitz
Graf August Karl Wilhelm von Kanitz (29 de octubre de 1783 - 22 de mayo de 1852) fue un Teniente General prusiano y también Ministro de Guerra entre el 26 de abril y el 16 de junio de 1848 (sin ninguna afiliación a ningún partido) en el gobierno Camphausen-Hansemann.
Kanitz se convirtió en oficial-cadete en 1798, y en enseña un año más tarde. En 1801 fue hecho Teniente Segundo. En 1806 tomó parte en la Batalla de Jena-Auerstedt. En 1810 fue promovido a Teniente Primero y a Stabskapitän en 1811. En 1812 Kanitz recibió la medalla Pour le Mérite. En 1813-14 participó en la Guerra de la Sexta Coalición. En 1818 alcanzó el rango de Mayor. Dos años más tarde fue asignado adjunto de Federico Guillermo III de Prusia. En 1819 fue promovido a Teniente Coronel y en 1825 a Coronel. A partir de 1832 von Kanitz fue comandante de la 1. Landwehrbrigade, después de 1840 comandó la 1.ª División y después de 1841 la 15.ª División. Entre 1841 y 1848 von Kanitz fue comandante interino en Colonia. En 1843 se convirtió en Teniente General y en 1848 fue hecho oficial general al mando (Kommandierender General) de forma interina.
Camphausen originalmente había planeado hacer al Coronel Hans Adolf Erdmann von Auerswald su Ministro de Guerra. Sin embargo, como parte de una lucha temprana de poder sobre el derecho a decidir sobre asuntos militares, el rey Federico Guillermo IV rechazó elegirlo y en su lugar seleccionó a Kanitz. Su predecesor como Ministro de Guerra fue Karl von Reyher, y fue sucedido por el General Ludwig Freiherr Roth von Schreckenstein.
Von Kanitz era un francmasón y pertenecía a la Gran Logia "Zu den drei Weltkugeln" en Berlín.
| Predecesor: Karl von Reyher | Ministro de Guerra Prusiano 1848 | Sucesor: Ludwig Freiherr Roth von Schreckenstein |

- Datos: Q90605